# زجاج السكر
زجاج السكر (وتسمى أيضا زجاج الحلوى أو الزجاج الصالحة للأكل أوالزجاج منشق) هو شكل شفاف هش من السكر يستخدم لمحاكاة الزجاج في الأفلام والصور والمسرحيات بدلًا من الزجاج الحقيقي وهو يصنع من سكر وماء ومواد أخرى بعد رفع درجة حرارتهم إلى 150 درجة مئوية وهو لا يسبب أي أضرار عند تحطيمه.

## استعمالات أخرى
يستعمل زجاج السكر لصناعة منحوتات السكر وأشكال أخرى من الفن القابل للأكل.
استعمل زجاج السكر عوض الميثامفيتامين في مسلسل اختلال ضال الذي عرض على قناة إيه إم سي. وقد كان يتناوله الممثل آرون بول في مواقع التصوير.